# Gorges du Pichoux
Les gorges du Pichoux sont des gorges situées sur le territoire des communes du Petit-Val et de la Haute-Sorne, le long de la Sorne, dans les cantons Berne et du Jura, en Suisse.

## Géographie

### Situation
Les gorges, longues de 2 100 mètres, se situent dans le Nord du canton de Berne et le Sud du canton du Jura, à une altitude variant de 951 à 583 mètres, sur une superficie de 0,803 km2.

### Géologie et géomorphologie
La formation des gorges du Pichoux remonte à moins de 10 millions d'années et est liée au plissement des roches calcaires sous l'effet de la poussée des Alpes dans un axe nord-ouest. Sous l'effet conjugué de la dissolution des roches calcaires par la circulation des eaux souterraines et de l'action érosive de la Sorne, une entaille transversale à l'anticlinal du Raimeux s'est creusée et évasée, les bordures externes de la cluse formant un cirque bien marqué et caractéristique. 
Les gorges sont principalement constituées de marno-calcaire du Jurassique, de calcaire du Jurassique moyen et de limon, de cône de déjection, de colluvion et d'éboulis, du Pléistocène et de l'Holocène. Au centre des gorges le calcaire brun du Dogger est surplombé de marnes puis de calcaire blanc du Malm, souvent fortement karstifié comme le prouvent les nombreuses cavités.
D'importantes résurgences karstiques sont présentes dans les gorges du Pichoux. En particulier, un système de sources appelées « les Blanches-Fontaines » forme un ensemble remarquable et possède un des débits les plus importants du Jura septentrional, pouvant monter à 15 m3/s lors de crues importantes. L'eau provient d'un vaste aquifère karstique alimenté par l'infiltration des précipitations dans un secteur d'environ 40 km2 situé sur les plateaux à l'ouest des gorges du Pichoux.

### Faune et flore

#### Milieux naturels
Les éléments karstiques présents sur ce site sont à l'origine de milieux naturels remarquables (grottes, résurgences, tufières, ruisseaux de pente, affleurements marneux).
Aux extrémités nord et sud des gorges, les couches calcaires sont presque verticales et forment de grandes falaises. Aux pieds de ces falaises, dans des situations rarement exposées au soleil, on trouve certains milieux rares dans le Jura septentrional à Potentillion et Cystopteridion, l'optimum de ces milieux se situant normalement à des altitudes plus élevées.
La géologie contrastée des gorges offre de nombreuses variations d'exposition et de conditions pédologiques (rochers, éboulis fins ou de gros blocs) aboutissant à une mosaïque de nombreuses associations forestières, par exemple l’érablaie à reine-des-bois (Arunco-Aceretum), l’érablaie à langue-de-cerf typique (Phyllitido-Aceretum), la chênaie buissonnante montagnarde (Rhamno-Quercetum). Le sommet des gorges et les nombreuses falaises calcaires sont colonisés par la pineraie de montagne à lycopode sélagine (Huperzio-Pinetum montanae), un type de forêt très rare.

#### Espèces remarquables
Les résurgences servent d'habitat à l'éphémère Baetis nubecularis, une des rares espèces endémiques de l'arc jurassien.
Comme autres insectes remarquables, la Bacchante est un papillon lié aux forêts claires considéré comme en danger d'extinction (statut EN) en Suisse. La Rosalie des Alpes est aussi présente.

## Activités

### Randonnée
La route reliant Bellelay à Undervelier traverse les gorges. 

### Protection environnementale
Les gorges du Pichoux font partie de l'inventaire fédéral des paysages, sites et monuments naturels d'importance nationale. À ce titre, le paysage, les écosystèmes et la tranquillité du site doivent être préservés. 
Sur la rive droite de la Sorne, dans la partie des gorges située sur le territoire de la commune de Petit-Val, 27 ha de forêts sont contractuellement protégées en tant que réserve forestière ; seules des interventions de bûcheronnage minimales et ayant pour objectif de renforcer la biodiversité y sont autorisées, notamment en faveur de la Bacchante.

### Cinéma
Les gorges ont servi de cadre à la série télévisée suisse Wilder.